# Eumimesis affinis
Eumimesis affinis là một loài bọ cánh cứng trong họ Cerambycidae.